# Xanthorhoe unidentaria
Xanthorhoe unidentaria là một loài bướm đêm trong họ Geometridae.